# Monestir Park
El Monestir Park (o Monastir Park) fue una instalación de ciclismo en pista al aire libre situada en el municipio español de Llucmajor, en las Islas Baleares, existente entre 1914 y 1916.
Fue la segunda pista ciclista existente en la localidad, después de s'Hort des Frares (1897-1901).

## Historia
La instalación fue inaugurada el 18 de octubre de 1914 en unos terrenos propiedad del Círculo de Obreros Católicos de la localidad. Pronto se confirmó como una de las pistas ciclistas más importantes de su tiempo al adjudicarse la organización del Campeonato de Baleares unas semanas después de abrir. Para 1915 lo volvió a organizar, más el Campeonato de España de ese mismo año.
La pista siguió organizando carreras frecuentemente, hasta que hacia octubre de 1916 cesa repentinamente su actividad y desaparece.

## Eventos
- Campeonato de España de velocidad: 1915.[6]
- Campeonato de Baleares de fondo: 1914, 1915.